# Ad Infinitum (banda)
Ad Infinitum es una banda suiza de metal sinfónico formada el 2018 por la cantante y compositora Melissa Bonny.

## Historia
Comenzó como un proyecto en solitario de la en ese entonces vocalista de la banda Rage of Light, Melissa Bonny, lanzando su primer sencillo titulado I Am the Storm, grabado con músicos invitados como el guitarrista de Delain, Timo Somers. Tras la emisión del sencillo, Melissa lanzó una campaña de financiamiento para grabar su primer álbum de estudio, siendo luego contratada por la discográfica Napalm Records e incorporándose al proyecto el baterista Niklas Müller, el  guitarrista alemán Adrian Theßenvitz y el bajista sueco de la banda Follow the Cipher, Jonas Asplind.
Ya oficialmente como banda, el 3 de abril del 2020 lanzan el primer álbum de estudio, Chapter I: Monarchy, con el sencillo promocional Marching on Versailles, seguido de See You in Hell y Live Before You Die. Ese mismo año, lanzan una versión acústica del álbum debut, llamado Chapter I: Revisited.
A finales del 2020, en el sitio oficial de la plataforma YouTube, Ad Infinitum informa que el bajista Jonas Asplind deja la banda por motivos de salud y le da la bienvenida al nuevo bajista, Korbinian Benedict. Además confirman que se encuentran trabajando en el segundo álbum de estudio, el cual fue emitido el 26 de agosto del 2021 bajo el nombre Chapter II: Legacy, siendo Unstoppable el primer sencillo promocional de este trabajo, seguido de Afterlife, que cuenta con la participación del vocalista masculino de Amaranthe, Nils Molin.

## Miembros

### Miembros actuales

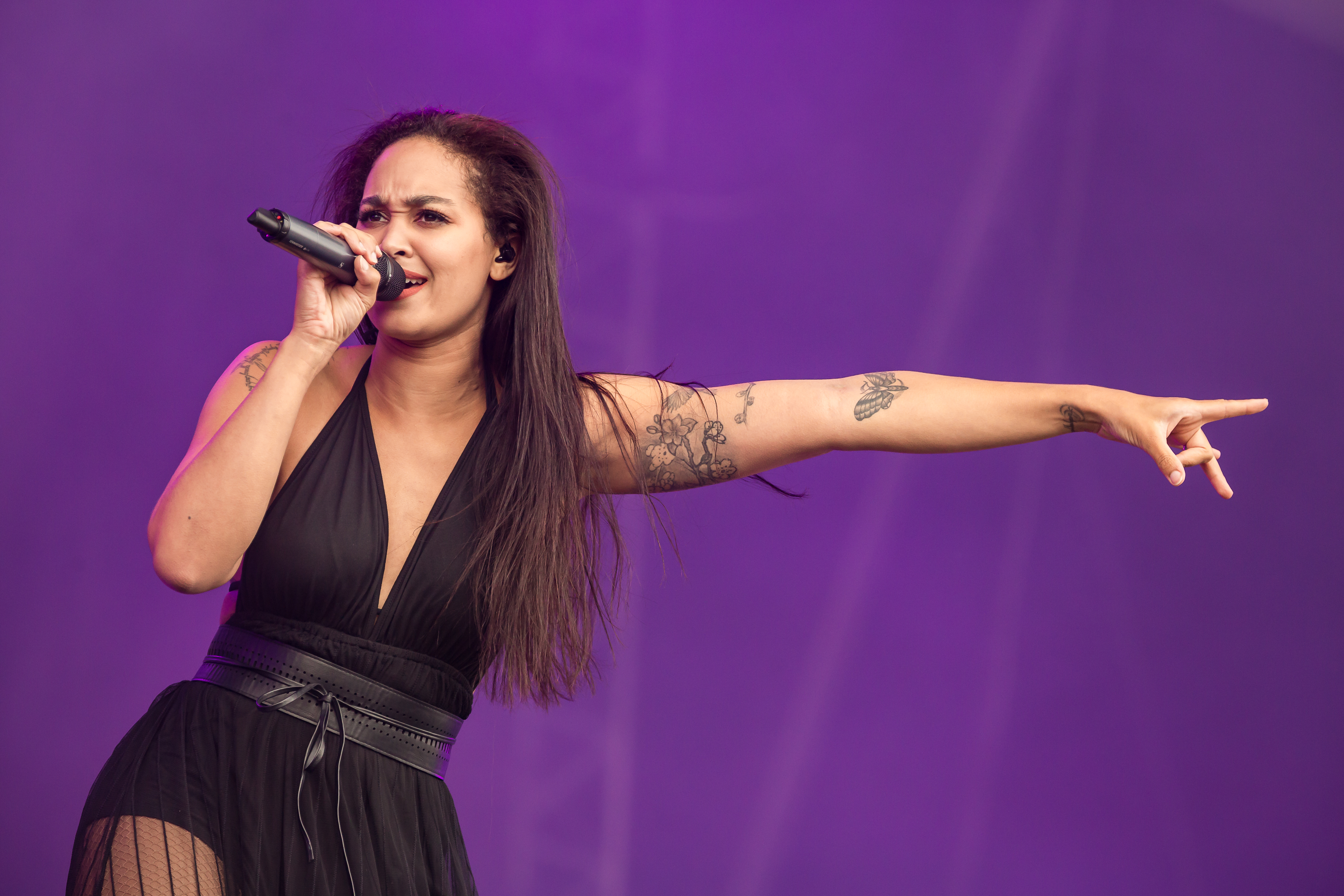
Melissa Bonny Voz 2018 - actualidad
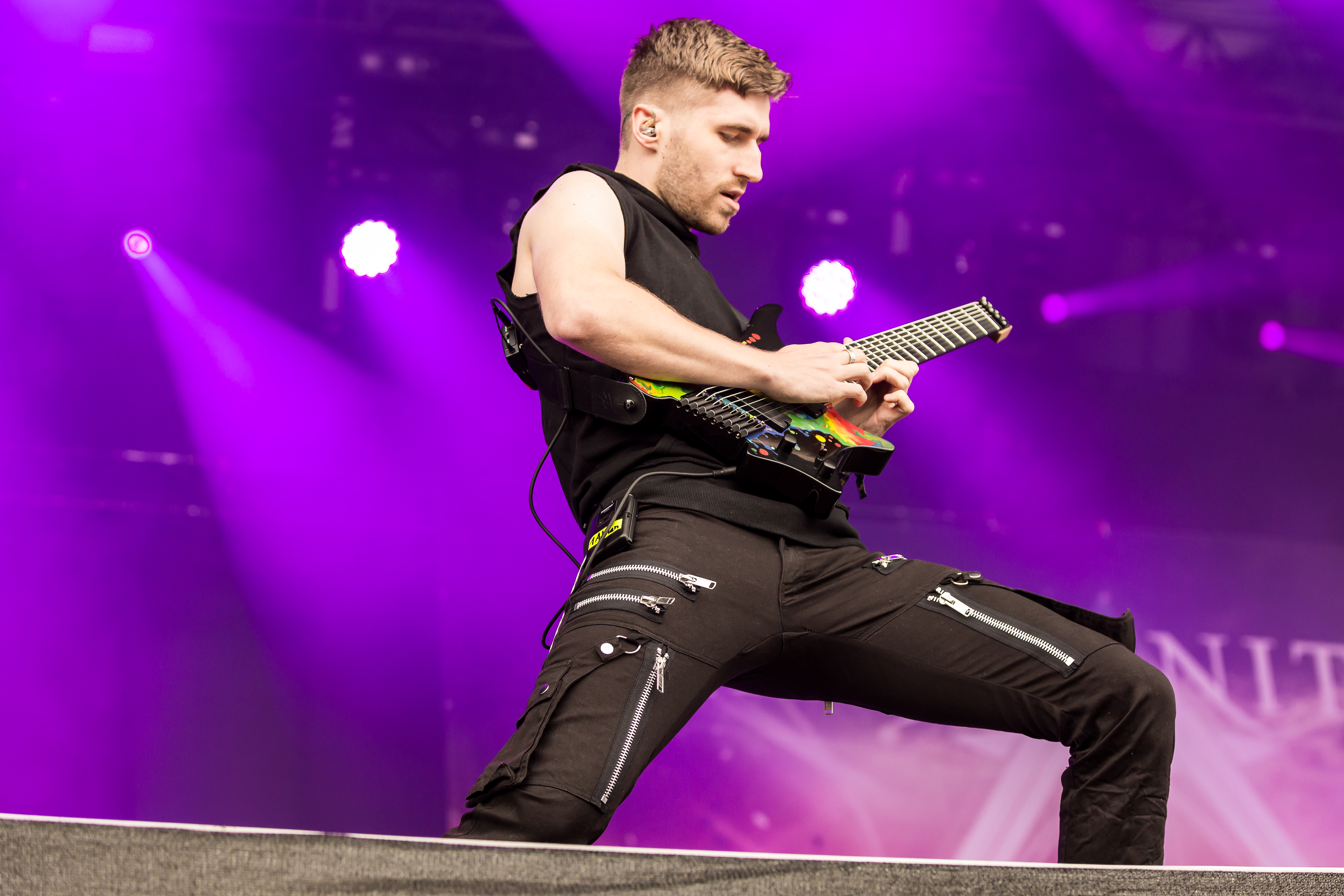
Adrian Theßenvitz Guitarra 2019 - actualidad
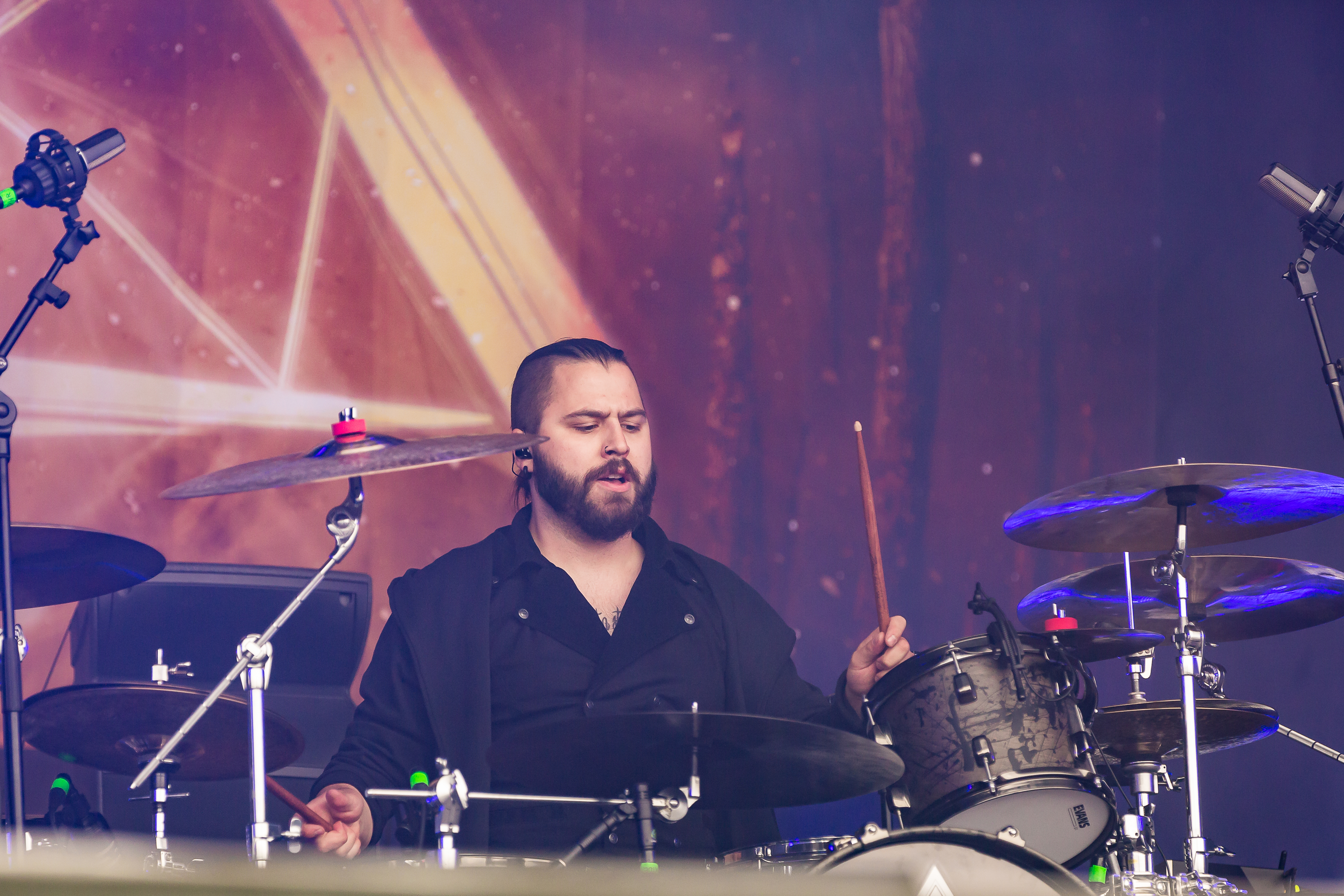
Niklas Müller Batería 2019 - actualidad
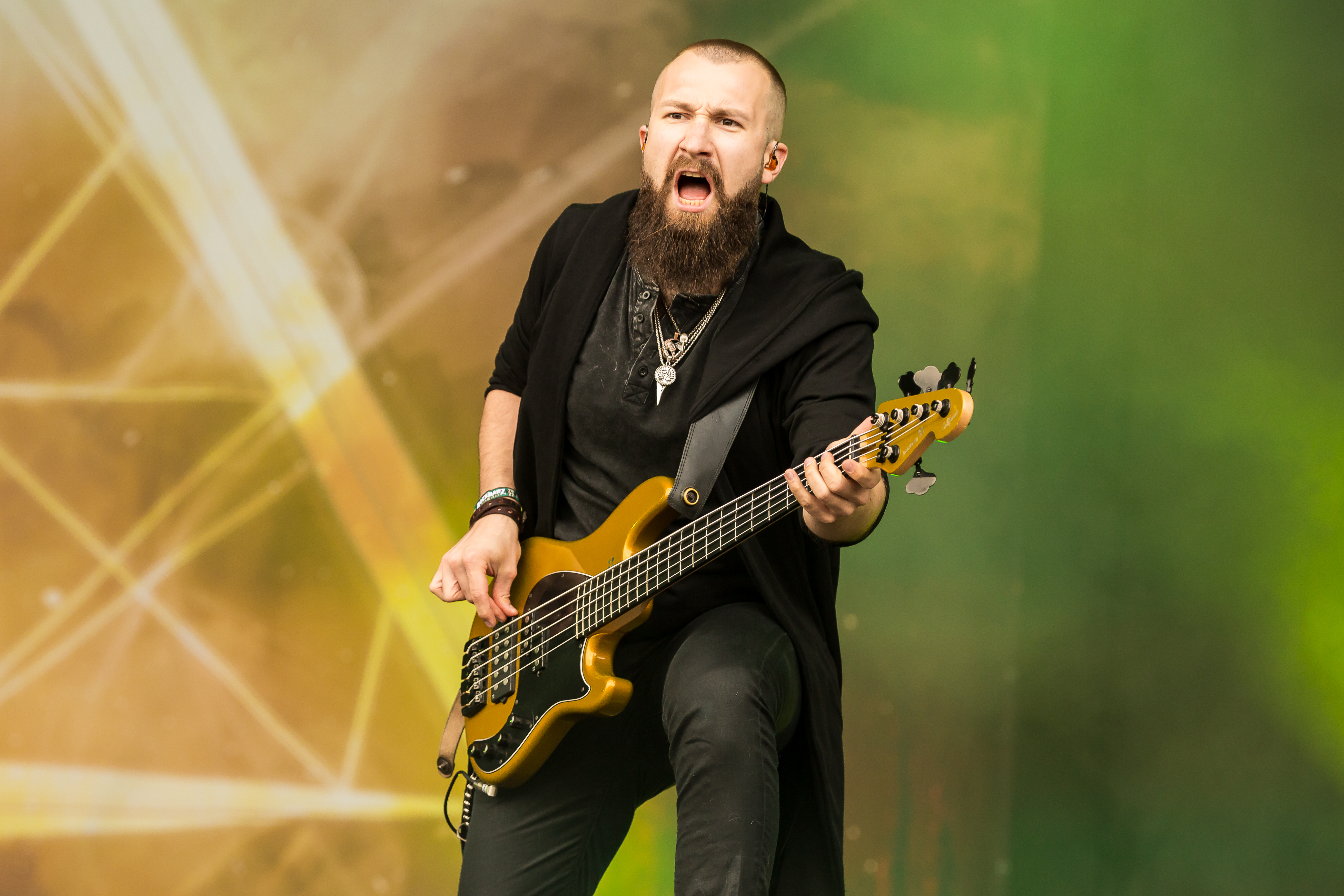
Korbinian Benedict Bajo 2020 - actualidad

### Miembros antiguos
- Jonas Asplind — bajo (2019-2020)

## Discografía

### Álbumes de estudio
- Chapter I: Monarchy (2020)
- Chapter I Revisited (2020)
- Chapter II: Legacy (2021)
- Chapter III: Downfall (2023)

## Premios y nominaciones

### FemMetal Awards
| Año  | Trabajo nominado | Categoría        | Resultado |
| ---- | ---------------- | ---------------- | --------- |
| 2021 | Ad Infinitum     | Grupo revelación | Nominados |